# Gruvvatten

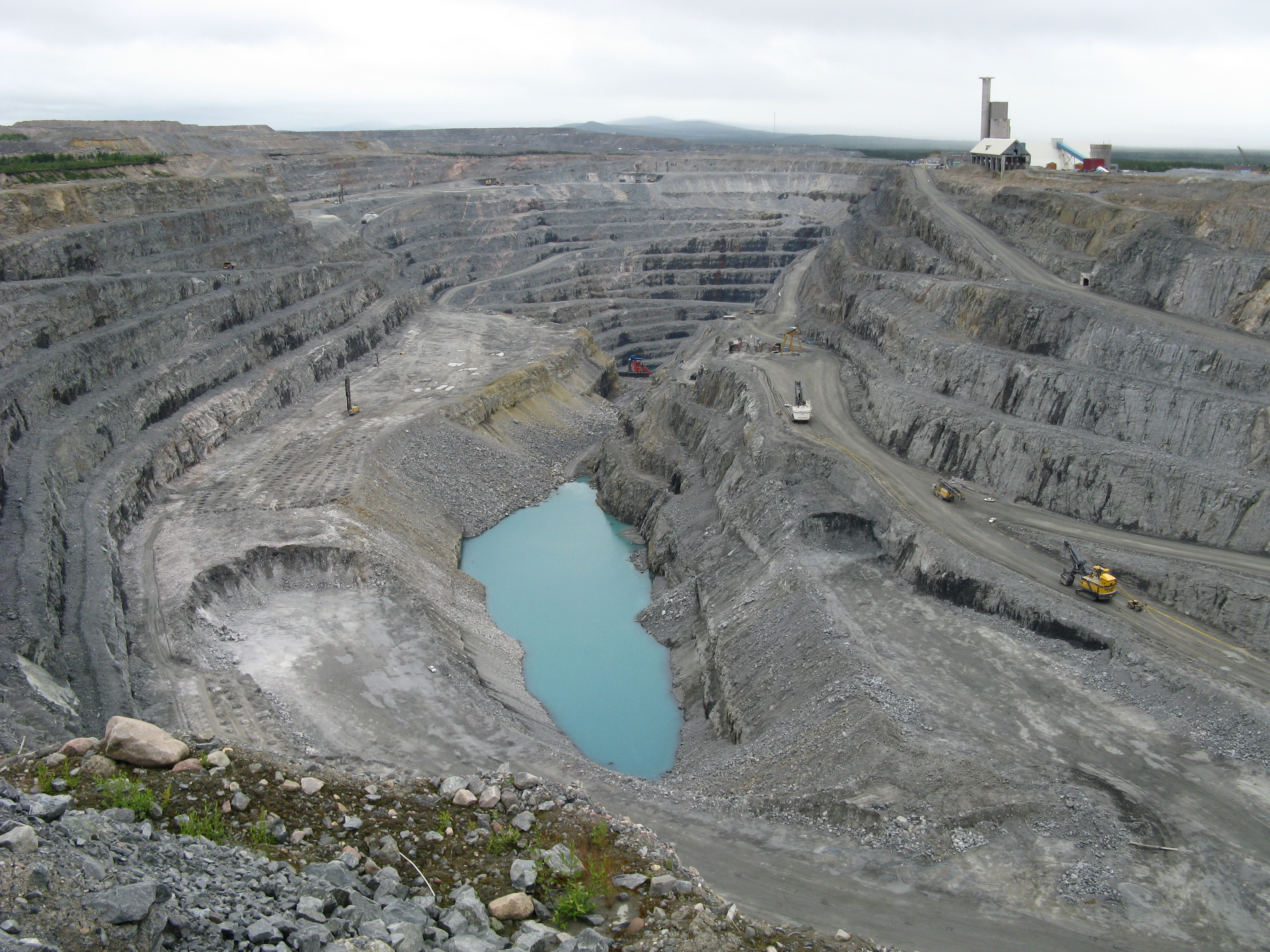
Dagbrott i Bolidens Aitikgruva med ansamling gruvvatten i botten.

Gruvvatten är vatten som används i gruvdrift eller som oavsiktligen kommer in i ett gruvområde via nederbörd, ytvattendrag eller grundvattenflöde. Vatten som finns i ett gruvområde kan återanvändas många gånger. Gruvvatten som lämnar gruvområdet är vanligtvis klassat som gruvavfall. Processvatten, processavfallsflöden, kontaktvatten, gruvdräneringsvatten är olika typer av gruvvatten. I Sverige regleras utsläpp av gruvvatten från gruvområden av gruvans miljötillstånd där det bland annat specifieras vilka halter av metaller eller andra ämnen i gruvvattnet som är tillåtna.
Dagbrott som drivs under grundvattenytan får inflöde av vatten som kan vara fokuserat, diffust eller bägge. Hanteringen av denna vatten beror mycket på dess mängd vilket i sin tur beror mycket på kringliggande bergets konduktivitet.  System av utpumpningsbrunnar kan anläggas kring en dagbrott för att minska grundvattnet som når väggarna eller golvet.
I gruvor under jord i hårt berg är det vanligt att ovanliggande lösa bergarter och jordarter bildar en akvifer. Även sprickor bildade i samband med gruvans tillredning och mineralets brytning kan fyllas med vatten och utgöra akviferer som medför risk för översvämningskatastrofer.
Avsänkningen av grundvattenytan runt en gruva för att främja driften kan leda till marksättning och dithörande skador på infrastruktur.  Återställandet av grundvattenytan efter en underjordisk gruvas stängning kan under vissa omständigheter höja markytan med flera decimeter.